# Felix Sperans
Felix Sperans (Molenbeek-Wersbeek, 3 januari 1944) is het pseudoniem van een Belgisch kunstschilder en auteur die heeft geschreven over zijn psychische aandoeningen, met het oogmerk taboes over deze ziekten te doorbreken.

## Biografie
In een interview in 2015 vertelde Sperans dat hij geboren was tijdens de Tweede Wereldoorlog, een heel moeilijke jeugd gehad heeft door een strenge opvoeding, en dat hij zich een ongewenst kind voelde. Hij zag het als zijn roeping om pater te worden en bracht enige tijd door in het Sint-Albertuscollege, maar maakte die opleiding niet af. Felix voltooide de humaniora, afdeling Latijn-Wiskunde, aan het koninklijk Atheneum van Leuven. Na zijn legerdienst trouwde hij en kreeg twee kinderen. Hij ging werken als verzekeringsinspecteur.
In een televisie-interview vertelde hij dat hij in juli 1968 een soort epileptische aanval kreeg, waarna zijn psychische klachten zijn begonnen. In mei 1980, tijdens een bezoek aan Lourdes, hoorde hij voor het eerst stemmen die hem opdrachten gaven. Daarna werd hij op voorspraak van zijn vrouw opgenomen in een psychiatrische kliniek. Een van de opdrachten die hij kreeg van de stemmen in zijn hoofd, was dat hij moest gaan schrijven. Hij ging schrijven, ondanks dat dat hem uitputte.
Begin jaren 1980 werd bij Sperans, blijkens een interview dat hij in 2014 gaf, onder andere een schizoaffectieve stoornis vastgesteld; een combinatie van schizofrenie en manische depressie. Rond die tijd liep zijn eerste huwelijk stuk.
Om lotgenoten te helpen, richtte hij in 1999 de vereniging Psychiatrisme op. Hij schreef vele boeken over zijn leven, zijn ziekte en over de manier waarop hij daar tegenaan keek en ermee omging. Sperans zei in een interview dat hij het schrijven ervoer als een soort dwangneurose.
In 1997 schreef hij samen met psychiater Marc De Hert van het Universitair Psychiatrisch Centrum (UPC) van UZ Leuven te Kortenberg, het boek Bij de psychiater. Dat boek is ook in het Engels en Japans vertaald.

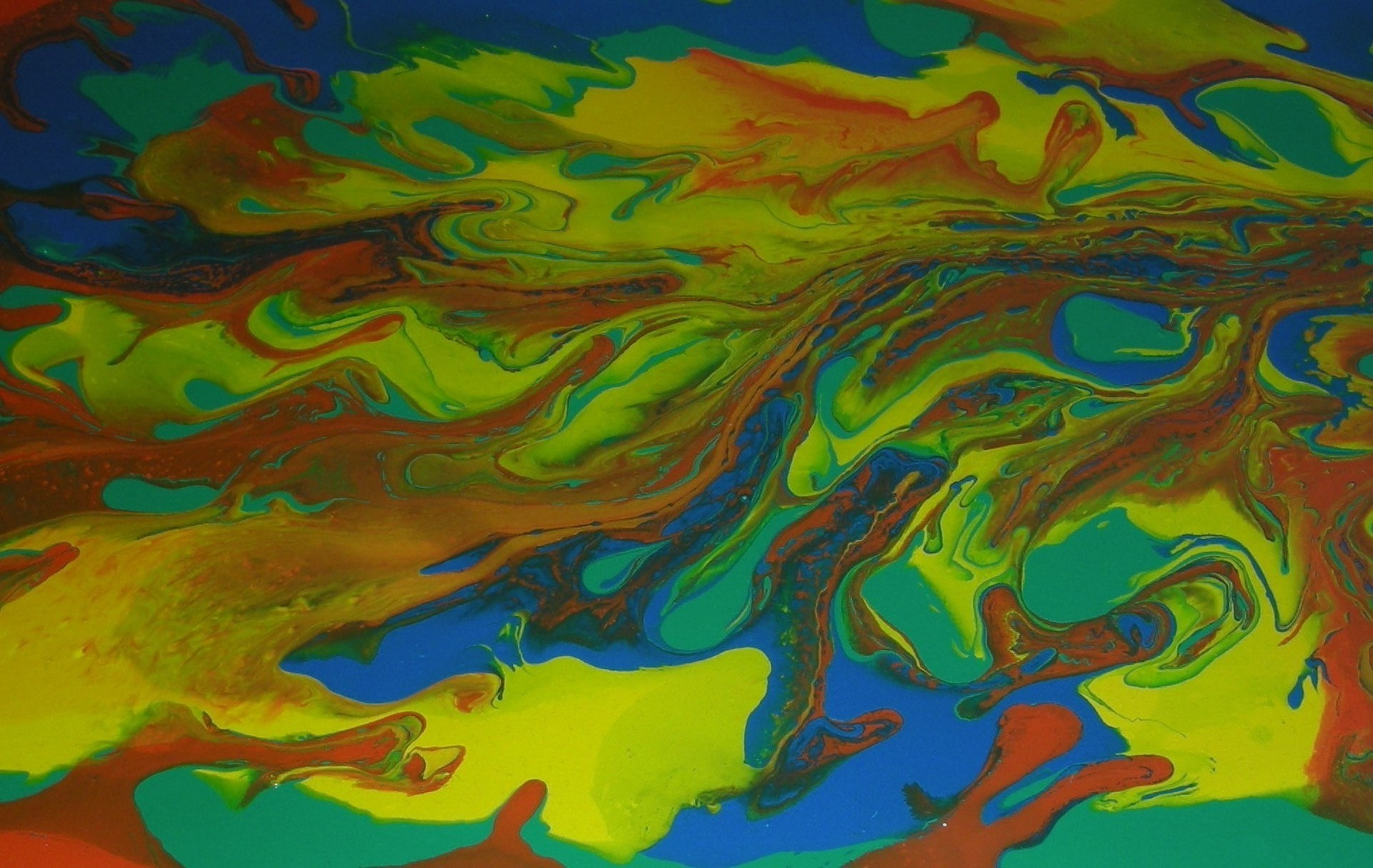
"Heimwee", door Felix Sperans